# Libor Hoppe
Libor Hoppe (* 15. listopadu 1962) je český politik a podnikatel, od března do října 2021 poslanec Poslanecké sněmovny PČR, od roku 2018 zastupitel a od roku 2022 také místostarosta obce Lipůvka na Blanensku, člen ODS.

## Život
Profesně se uvádí jako ředitel firmy či jednatel společnosti. Od července 2000 figuruje jako společník s vkladem ve firmě SamRek CZ, kde je od prosince 2014 také jednatelem. Od konce roku 2011 je také jednatelem a společníkem s vkladem ve firmě OP Security a od října 2019 ve firmě HOPPE F Group. V letech 2007 až 2014 byl také členem dozorčí rady akciové společnosti NOBILITY ENERGY a v letech 1999 až 2006 společníkem s vkladem a jednatelem ve firmě J-H-SPORT.
Libor Hoppe žije v obci Lipůvka na Blanensku.

## Politické působení
Je členem ODS. V komunálních volbách v roce 2018 byl za stranu zvolen z pozice lídra zastupitelem obce Lipůvka. V krajských volbách v roce 2020 pak za ODS kandidoval do Zastupitelstva Jihomoravského kraje, a to na kandidátce subjektu „Občanská demokratická strana s podporou Svobodných a hnutí Starostové a osobnosti pro Moravu“, ale neuspěl.
Ve volbách do Poslanecké sněmovny PČR v roce 2017 kandidoval za ODS v Jihomoravském kraji, skončil jako druhý náhradník. V březnu 2021 zemřel jeho stranický kolega Jiří Ventruba a první náhradník Rostislav Koštial se mezitím v říjnu 2018 stal senátorem. Proto se dne 9. března 2021 stal novým poslancem právě Hoppe.
Ve volbách do Poslanecké sněmovny PČR v roce 2021 kandidoval z pozice člena ODS na 9. místě kandidátky koalice SPOLU (tj. ODS, KDU-ČSL a TOP 09) v Jihomoravském kraji. Získal 3 151 preferenčních hlasů, ale na obhajobu mandátu to nestačilo (nicméně se stal prvním náhradníkem).
V komunálních volbách v roce 2022 kandidoval do zastupitelstva Lipůvky jako lídr kandidátky ODS. Mandát zastupitele obce se mu podařilo obhájit. Dne 18. října 2022 byl zvolen místostarostou obce.
Ve sněmovních volbách v roce 2025 kandiduje ze 6. místa kandidátní listiny koalice SPOLU v Jihomoravském kraji.